# Howel Davis

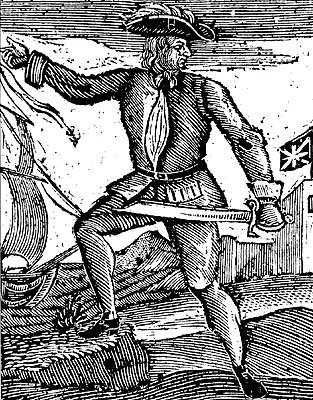
Howel Davis (aus Johnson: A General History Of The Pyrates)

Howel Davis (* ? in Milford Haven, Wales; † 1719 auf Príncipe) war ein Pirat in der Karibik und vor der westafrikanischen Küste. Sein Vorname wird auch Howell oder Hywel, sein Nachname auch Davies geschrieben.

## Die Entstehung eines Piraten: die Cadogan
Davis war an der walisischen Küste aufgewachsen und von Kindesbeinen an zur See gefahren. Im Jahr 1718 war er erster Maat auf der Cadogan, einer Schnau aus Bristol auf dem Weg von der westafrikanischen Küste nach Barbados. Vor Sierra Leone wurde die Schnau von Piraten unter Edward England aufgebracht. Der Kapitän der Cadogan, ein Mann namens Skinner, hatte auf einer früheren Reise einem Marineschiff einige Unruhestifter in seiner Mannschaft übergeben und ihnen die ausstehende Heuer verweigert. Einige dieser Männer, darunter Skinners ehemaliger Bootsmann, waren von dort desertiert und fuhren inzwischen auf Englands Piratenschiff. Als sie ihren ehemaligen Kapitän erkannten, verprügelten sie ihn und brachten ihn schließlich um.
Howel Davis wurde angeboten, sich den Piraten anzuschließen. Davis zeigte sich nicht abgeneigt; er weigerte sich aber, sich den Vereinbarungen, die die Piraten untereinander getroffen hatten, zu unterwerfen. England beeindruckte seine Standhaftigkeit so sehr, dass er Davis die Cadogan mit praktisch der gesamten Ladung schenkte, ihn zum Kapitän ernannte und ihn aufforderte, damit und mit der bisherigen Mannschaft nach Brasilien zu segeln.
Nach der Trennung von England, auf dem Weg über den Atlantik, kam es jedoch zum Streit auf der Cadogan. Zu Davis Überraschung war eine Mehrheit seiner Mannschaft nicht bereit, Schiff und Ladung in Brasilien auf eigene Rechnung zu verkaufen, so dass er wütend mit ansehen musste, wie die Schnau an ihr ursprüngliches Ziel Barbados gesteuert wurde. Als Skinners Tod und Davis’ Übernahme der Schnau dort bekannt wurden, wurde er für drei Monate eingesperrt. Er wurde zwar nicht wegen Piraterie vor Gericht gestellt, konnte aber wegen des Vorfalls anschließend keine legale Heuer mehr finden. So begab er sich nach New Providence, um sich nun doch den dortigen Piraten anzuschließen.

## Erste Erfolge: Karibik und Kapverdische Inseln
New Providence war nach Überfällen im Spanischen Erbfolgekrieg zeitweise von seinen britischen Siedlern aufgegeben worden und hatte sich in der Folge zu einem anarchistischen Kristallisationspunkt für die Piraten der Region entwickelt. Im Sommer 1718 war jedoch Woodes Rogers als neuer Gouverneur der Bahamas eingetroffen und hatte denjenigen Piraten, die sich stellen wollten, eine königliche Amnestie angeboten. Der hatten sich, wenigstens zunächst, viele Piraten unterworfen, und andere hatten die Insel verlassen. So war Howell Davis bei seiner Ankunft wiederum auf eine legale Beschäftigung angewiesen. Eine solche fand er auf den Slups Buck und Mumvil Trader, die der Gouverneur für Handelsfahrten zu den spanischen und französischen Kolonien mit wertvollen Gütern aus Europa hatte beladen lassen.
Bereits beim ersten Zwischenstopp auf Martinique riss Davis zusammen mit ungefähr 35 begnadigten Piraten das Kommando der Buck an sich und raubte die Mumvil Trader aus. Er ließ sich per Akklamation zum Piratenkapitän wählen, erklärte in einer Ansprache der ganzen Welt den Krieg und segelte nach Kuba, um die Buck in Ruhe kielholen zu können. Trotz seiner zahlenmäßig schwachen Mannschaft gelang es ihm danach, nördlich von Hispaniola zwei französische Schiffe und eine spanische Slup aufzubringen. Dabei half ihm die List, französische Gefangene als eigene Männer darzustellen, ein weit überlegenes Kriegsschiff mit 60 Mann und 24 Kanonen zur Aufgabe zu bewegen. Davis beließ es bei der Beraubung und ließ die Prisen wieder ziehen.
Als sich in der Folge auch in der weiteren Umgebung keine Beute mehr finden ließ, nahm Davis mit der Buck Kurs auf die Kapverdischen Inseln. Auf São Nicolau gaben sich die Piraten als legitime Kaperer unter englischer Flagge aus und pflegten engen Kontakt zur Bevölkerung und zum portugiesischen Gouverneur. Erst nach einem fünfwöchigen, angenehmen Aufenthalt begannen sie, die benachbarten Inseln anzufahren. Auf Maio plünderten sie mehrere dort liegende Schiffe aus; dabei konnte Davis seine Mannschaft außerdem um viele weitere Männer verstärken. Seine Buck tauschte er gegen eine größere Prise ein, stattete sie mit 26 Kanonen aus und nannte sie King James.
Auf Santiago, wo die Piraten nach Trinkwasser suchten, gelang ihnen die Tarnung als ehrenwerte Kaperer dagegen nicht; Davis wurde auf den Kopf zugesagt, ein Pirat zu sein. In der folgenden Nacht eroberten die Piraten in einem Überraschungsangriff die örtliche Festung, mussten sich aber bald wieder auf die Schiffe zurückziehen, um nicht belagert zu werden. Nach dieser wenig nützlichen Aktion beschlossen die inzwischen knapp 70 Piraten, das reiche Fort James der Royal African Company (RAC) in der Gambiamündung zu überfallen, denn dort kannte sich Davis noch gut aus.

## Raubzug in Gesellschaft: die westafrikanische Küste
Davis erreichte Fort James etwa Februar/März 1719 und gab sich einmal mehr als etwas aus, das er nicht war; diesmal als Handelsfahrer aus Liverpool, der gerade zwei französischen Kriegsschiffen entkommen war. Nachdem er sich als vorgeblicher Gentleman das Vertrauen des Gouverneurs erschlichen hatte, nahm er diesen mit vorgehaltener Pistole gefangen, und die bereitstehenden Piraten konnten die Festung im Handstreich und ohne Blutvergießen nehmen. Die Beute bestand vor allem aus Goldbarren im Wert von 2000 Pfund Sterling, war damit aber geringer als von Davis erwartet.
Nachdem der Schatz und alles sonst Brauchbare auf die King James geschafft war, trafen die Piraten in der Gambiamündung auf den französischen Seeräuber Olivier Le Vasseur, genannt La Buse, mit einem 14-Kanonen-Schiff. Sie verständigten sich schnell auf eine gemeinsame Unternehmung. Vor Sierra Leone gesellte sich ein weiterer Pirat, Thomas Cocklyn, zu der kleinen Flottille, den Davis zunächst angegriffen hatte, bis er seine schwarze Flagge zeigte. So verstärkt gelang es den Piraten, die befestigte RAC-Niederlassung auf Bunce Island zu erobern.
In den folgenden knapp sieben Wochen reinigten die Piraten ihre Schiffe, kaperten weitere Schiffe und bauten eine Prise zum neuen Piratenschiff für La Buse um. Zu den neuen Prisen gehörte die Bird Galley aus London unter Kapitän William Snelgrave. Snelgrave beschrieb Davis später als großzügigen Mann, der unter seiner mittlerweile 150-köpfigen Besatzung für Disziplin sorgte; Cocklyn dagegen sei nur wegen seiner Brutalität und Dummheit zum Anführer gewählt worden. Er berichtete auch, wie die Piraten Fracht oder Gegenstände an Bord der Prisen achtlos zerstörten, wenn sie sie nicht unmittelbar gebrauchen konnten. „Sie achteten diese Dinge wenig. Was sie vor allem wollten, war Geld und die Dinge ihres täglichen Bedarfs.“ So begossen sie sich gegenseitig, aber auch wertvolle Stoffe aus der Ladung, mit Eimern voll Rotwein.
Während diesem langen gemeinsamen Aufenthalt kam es mehrfach zum Streit zwischen den Piraten, besonders zwischen Davis und Cocklyn bzw. ihren Mannschaften. Die Piraten kamen zu dem Schluss, nicht auf Dauer miteinander auszukommen. Am 30. April verließen sie den Sierra Leone River und trennten sich im Guten.

## Das Ende einer Piratenlaufbahn: Annobón und Príncipe

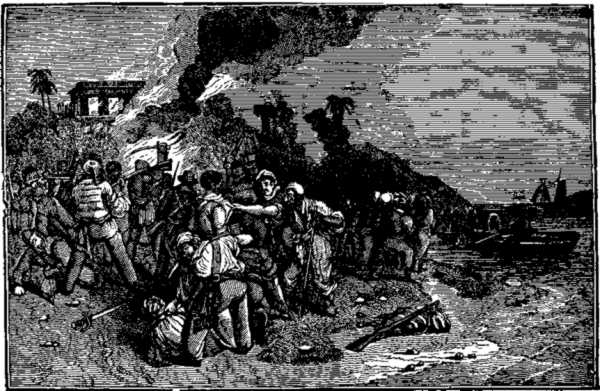
Howel Davis’ Tod auf Príncipe in einem Hinterhalt

Davis wandte sich nach Süden, plünderte auf dem Weg drei weitere Schiffe und erbeutete schließlich vor dem heutigen Ghana nach einem heftigen Kampf ein großes holländisches Schiff, das er zusätzlich zu seiner King James behielt und Rover nannte. Derart verstärkt überfiel er die Reede der Insel Annobón. Unter den dort ausgeplünderten Schiffen war auch die Princess, deren zweiter Maat, Bartholomew Roberts, Davis’ späterer Nachfolger war. Da das Fort der Insel die Piraten beschoss, nahmen sie unmittelbar Kurs auf die portugiesische Kolonie auf Príncipe. Unterwegs beraubten sie ein reich beladenes holländisches Schiff, auf dem der vormalige Gouverneur von Accra auf dem Heimweg war, und gaben ihre leckgeschlagene King James vor dem heutigen Kamerun auf.
Auf Príncipe fand Howel Davis’ erfolgreiche Abfolge von Verstellungen und Listen ihr Ende. Hier gab er den Behörden gegenüber vor, Kapitän eines englischen Marineschiffs auf Piratenjagd zu sein, und wurde zunächst auch freundlich empfangen. Davis plante, den Gouverneur an Bord zu locken und ein hohes Lösegeld zu erpressen, doch der Plan und Davis’ wahre Identität sickerten zu den Portugiesen durch. Auf dem Weg zu einem Empfang in der örtlichen Festung gerieten Davis und einige Vertraute in einen Hinterhalt und wurden überwiegend erschossen. Laut Snelgrave wurde dem angeschossenen Howel Davis die Kehle durchgeschnitten.
Als neuer Anführer der Piraten und Kapitän der Rover folgte Davis Bartholomew Roberts nach. Zwar war der gerade mal sechs Wochen vorher an Bord gekommen, aber er war einer der wenigen verbliebenen Piraten, die ein Schiff navigieren konnten.

## Zweifel an der Überlieferung
Die Geschichte von Howel Davis, wie auch die einer Reihe anderer Piraten, wird in den meisten Fällen eng angelehnt an Charles Johnsons A General History of The Pyrates wiedergegeben. Johnsons Darstellung gilt allerdings in Teilen als fiktiv, und sein Name ist relativ unbestritten ein Pseudonym. Während er verschiedentlich mit Daniel Defoe identifiziert wird, erkennt der amerikanische Historiker Baylus C. Brooks in ihm einen Autor namens Nathaniel Mist, dem es mehr um eine mit politischen Botschaften angereicherte Reportage als um eine korrekte historische Darstellung gegangen sei. Brooks führt u. a. verschiedene Widersprüche zwischen Johnson und den erhaltenen Primärquellen an, besonders in der zeitlichen Abfolge. Er kritisiert auch einen, wie er vermutet, erfundenen Detailreichtum bei Johnson, der sich in den Quellen, die Johnson selbst offenbar hatte, nicht wiederfinde. Eine seiner Thesen ist, dass die von Johnson geschilderte Geschichte in Wirklichkeit zwei verschiedene Personen betrifft. Der spätere Pirat Davis sei nicht auf der Cadogan gewesen und habe Edward England nie getroffen.